# Naomi (wrestler)
Trinity McCray, meglio nota come Naomi (Sanford, 30 novembre 1987), è una wrestler e ballerina statunitense sotto contratto con la WWE.
In WWE ha vinto tre volte il Women's World Championship e due volte il Women's Tag Team Championship uno Sasha Banks e uno con Bianca Belair. Ha inoltre vinto il Women's Money in the Bank nel 2025.
Ha militato anche nella Total Nonstop Action Wrestling dove ha detenuto una volta l'Impact Knockouts World Championship.

## Carriera

### WWE (2008-2022)

#### Florida Championship Wrestling (2008-2010)
Il 3 settembre 2009, firma un contratto di sviluppo con la WWE e viene mandata alla Florida Championship Wrestling. Fa il suo debutto sotto il nome di Naomi Knight. Debutta il 29 ottobre in coppia con Alex Riley, perdendo contro AJ e Brett DiBiase.
Il 25 settembre 2010, perde contro AJ per il Queen of FCW Title. Partecipa al torneo per decretare la prima FCW Divas Champion della storia il 20 maggio, battendo Liviana e Savannah. Il 10 giugno, diventa la prima FCW Divas Champion, battendo in finale Serena. Il 16 dicembre, perde il titolo contro AJ.

#### NXT(2010-2012)
Il 31 agosto 2010 viene annunciato che Trinity McCray farà parte della terza stagione di NXT sotto il nome di "Naomi" con Kelly Kelly come pro. Fa il suo debutto nella puntata di NXT del 7 settembre vincendo due sfide: quella di danza e quella di bandierina. Nella puntata di NXT del 21 settembre Naomi, Kelly Kelly e Jamie hanno sconfitto Kaitlyn e Layla e Michelle McCool. Nella puntata di NXT del 12 ottobre, Naomi è stata sconfitta da Alicia Fox. Nella puntata di NXT del 19 ottobre, Naomi e Kelly Kelly sono state sconfitte dalle Bella Twins. Nella puntata di NXT del 26 ottobre, Naomi ha sconfitto Maxine. Nella puntata di NXT del 9 novembre, Naomi ha sconfitto Aksana. Nella puntata di NXT del 16 novembre, Naomi ha sconfitto Kaitlyn. Nella puntata di NXT del 23 novembre, Naomi è stata sconfitta da AJ.
Accede alla season finale della terza stagione di NXT insieme a Kaitlyn. Il match che le vedeva una contro l'altra viene vinto da quest'ultima, nella puntata finale di NXT del 30 novembre. Viene sconfitta alla votazione finale e giunge seconda.

#### Funkadactyls (2012-2014)

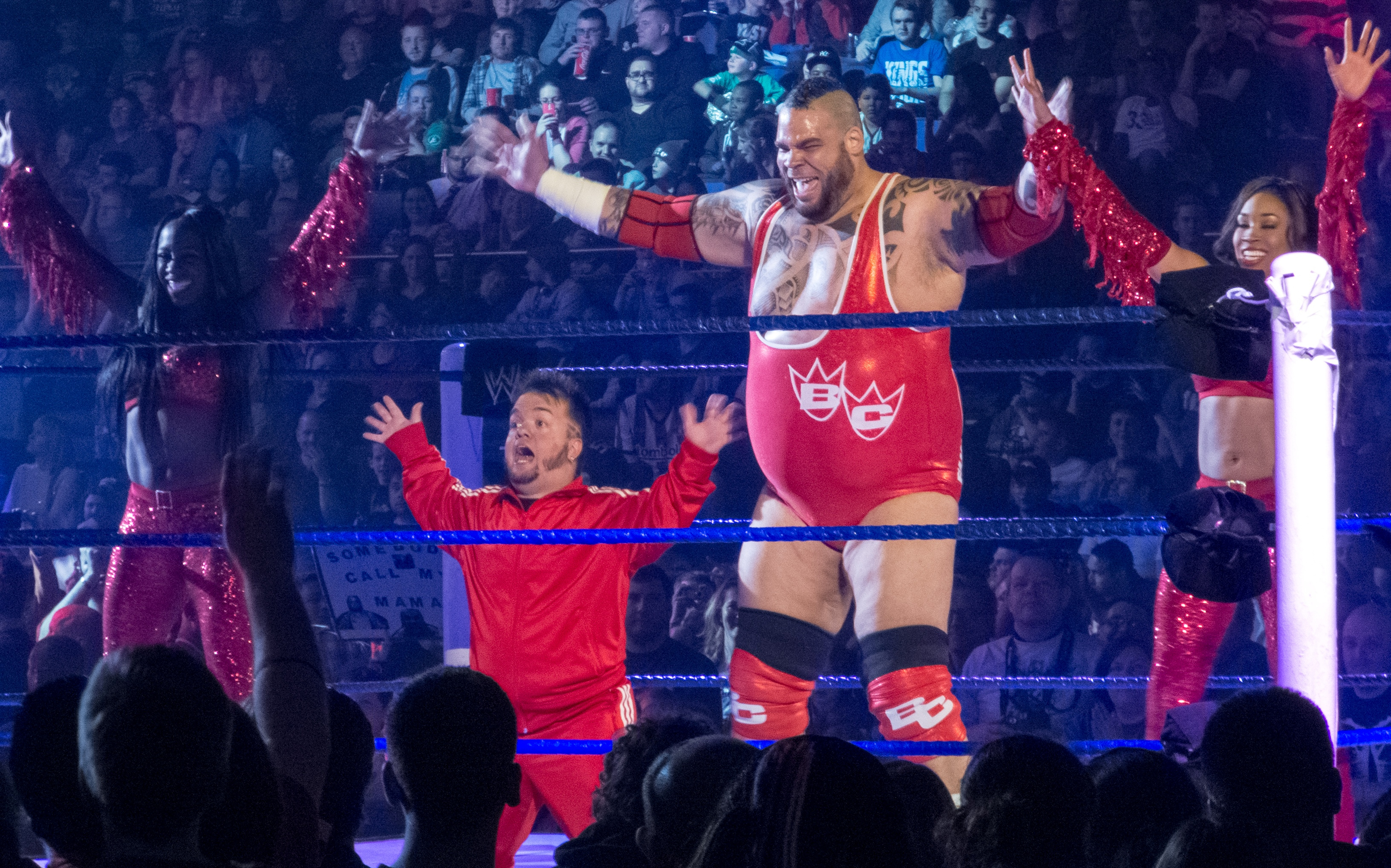
Naomi e Cameron sul ring insieme a Brodus Clay e Hornswoggle

Il 9 gennaio 2012 debutta nel Main Roster con Cameron come valletta di Brodus Clay e lo segue in tutti i suoi match, ma solo come valletta poiché combatte ancora ad NXT, stabilendosi come face. Forma una stable con Cameron, chiamata "The Funkadactyls". Nel mese di giugno passa in pianta stabile al roster di Raw insieme a Brodus Clay e Cameron, tuttavia, non debuttando. Il 16 dicembre, a TLC: Tables, Ladders & Chairs, Naomi ha fatto il suo debutto sul ring del main roster partecipando al "Santa's Helper" No.1 Contender's Diva Battle Royal match, vincendo la contesa, diventando la nuova prima contendente al WWE Divas Championship di Eve Torres; nella stessa serata Naomi è stata sconfitta dalla campionessa Eve, non riuscendo a conquistare la cintura.
Nella puntata di Main Event del 6 febbraio, le Funkadactyls hanno sconfitto Aksana e Tamina Snuka. Nella puntata di Raw del 18 febbraio Naomi, Brodus Clay e Tensai hanno sconfitto Rosa Mendes, Primo e Epico in un Six-person mixed tag team match. Nella puntata di Superstars del 22 febbraio, le Funkadactyls hanno sconfitto Alicia Fox e Natalya. Nella puntata di NXT del 6 marzo, le Funkadactyls e Sasha Banks hanno sconfitto Alicia Fox, Aksana e Audrey Marie. Nella puntata di WWE SmackDown del 15 marzo, le Funkadactyls sono state attaccate dalle rientranti Bella Twins. Nella puntata di SmackDown del 22 marzo, le Funkadactyls accompagnano nel ring Brodus Clay e Tensai nel loro match contro Damien Sandow e Cody Rhodes; durante il match, le Bella Twins interferiscono, ma Naomi e Cameron riescono a fermarle. Nella puntata di Main Event del 27 marzo, le Funkadactyls sono state sconfitte dalle Bella Twins. Nella puntata di Raw del 1º aprile, le Funkadactyls sono state sconfitte nuovamente dalle Bella Twins. Nella puntata di Raw dell'8 aprile, le Funkadactyls e i Tons of Funk hanno sconfitto le Bella Twins e i Rhodes Scholars, in un match che doveva svolgersi a WrestleMania 29, ma per mancanza di tempo il match tra i due team si è svolto la notte successiva. Nella puntata di NXT del 10 aprile, le Funkadactyls sono state sconfitte dalle Bella Twins per la terza volta. Nella puntata di SmackDown del 12 aprile, le Funkadactyls e Kaitlyn sono state sconfitte dalle Bella Twins e Tamina Snuka. Nella puntata di Raw del 22 aprile, Naomi ha preso parte a una Divas Battle Royal match per determinare la nuova n°1 contender al WWE Divas Championship di Kaitlyn, ma è stata eliminata da Tamina Snuka. Nella puntata di Raw del 29 aprile, Naomi ha sconfitto Nikki Bella per squalifica. Nella puntata di Raw del 6 maggio, le Funkadactyls e Kaitlyn hanno sconfitto le Bella Twins e AJ Lee. Nella puntata di Superstars del 24 maggio, le Funkadactyls e i Tons of Funk hanno sconfitto le Bella Twins e gli Usos in un Eight-person mixed tag team match. Nella puntata di Raw del 3 giugno, le Funkadactyls e Kaitlyn hanno sconfitto le Bella Twins e AJ Lee. Nella puntata di Superstars del 21 giugno, le Funkadactyls sono state sconfitte da Layla e Natalya. Nella puntata di Superstars del 5 luglio, Naomi è stata sconfitta da Natalya. Nella puntata di Raw del 15 luglio, Naomi ha sconfitto Brie Bella. Nella puntata di Raw del 19 agosto, le Funkadactyls hanno sconfitto AJ Lee e Layla. Nella puntata di Main Event del 21 agosto, Naomi è stata sconfitta da AJ Lee.
Nella puntata di Raw del 2 settembre, Naomi ha preso parte ad un Triple threat match che includeva anche Brie Bella e Natalya per determinare la nuova n°1 contender al WWE Divas Championship di AJ Lee, ma durante la contesa AJ Lee interferisce terminandola in un No-Contest; nella medesima serata, Stephanie McMahon sancisce un Fatal Four-Way match a Night of Champions con il WWE Divas Championship in palio. Nella puntata di SmackDown del 6 settembre, il match tra Naomi e Brie Bella termina in No-Contest. Nella puntata di Raw del 9 settembre Naomi, Brie Bella e Natalya hanno sconfitto Alicia Fox, Aksana e Layla. Nella puntata di SmackDown del 13 settembre Naomi, Brie Bella e Natalya sono state sconfitte da Alicia Fox, Aksana e Layla per squalifica. Il 15 settembre, a Night of Champions, Naomi ha partecipato al Fatal Four-Way match che includeva la campionessa AJ Lee, Brie Bella e Natalya per il WWE Divas Championship, ma è stato vinto da AJ che difende la cintura. Nella puntata di Raw del 16 settembre, le Funkadactyls e Brie Bella hanno sconfitto Alicia Fox, Aksana e Layla. Nella puntata di SmackDown del 20 settembre, Naomi è stata sconfitta da AJ Lee. Nella puntata di Raw del 23 settembre, le Funkadactyls, Natalya e le Bella Twins hanno sconfitto AJ Lee, Aksana, Alicia Fox, Layla e Tamina Snuka. Nella puntata di SmackDown dell'11 ottobre, le Funkadactyls e Brie Bella hanno sconfitto Eva Marie, Kaitlyn e Natalya. Nella puntata di Main Event del 23 ottobre, le Funkadactyls hanno sconfitto Aksana e Alicia Fox. Nella puntata di Superstars del 1º novembre, Naomi ha sconfitto Aksana. Nella puntata di Superstars dell'8 novembre, Naomi ha sconfitto Alicia Fox. Nella puntata di SmackDown dell'8 novembre, le Funkadactyls sono state sconfitte da AJ Lee e Tamina Snuka. Nella puntata di Superstars del 14 novembre, le Funkadactyls hanno sconfitto Aksana e Alicia Fox. Nella puntata di SmackDown del 15 novembre, le Funkadactyls hanno sconfitto le Bella Twins. Nella puntata di Main Event del 20 novembre, Naomi è stata sconfitta da Tamina Snuka. Nella puntata di SmackDown del 22 novembre, le Funkadactyls hanno sconfitto AJ Lee in un 2-on-1 Handicap match. Il 24 novembre, alle Survivor Series, Naomi ha preso parte a un 7 vs 7 Divas traditional Survivor Series tag team elimination match facendo parte del Team Total Divas (Natalya, Bella Twins, Funkadactyls, Eva Marie e JoJo) contro il Team True Divas (AJ Lee, Tamina Snuka, Aksana, Kaitlyn, Summer Rae, Rosa Mendes e Alicia Fox), ma è stata eliminata da Kaitlyn; le Total Divas hanno poi vinto. Nella puntata di Raw del 25 novembre, si svolge il re-match, dove questa volta Naomi è eliminata da Tamina Snuka, e sempre con le Total Divas vittoriose. Nella puntata di Raw del 23 dicembre, le Funkadactyls, Natalya, Eva Marie e Bella Twins hanno sconfitto Aksana, Alicia Fox, Summer Rae, Kaitlyn, Tamina Snuka e Vickie Guerrero. Il 28 dicembre, a Tribute to the Troops, Naomi ha preso a una Divas Battle royal match, ma è stata eliminata da Nikki Bella. Nella puntata di Raw del 30 dicembre, le Funkadactyls, Eva Marie e Bella Twins sono state sconfitte da Aksana, Alicia Fox, Kaitlyn, Summer Rae e Rosa Mendes. Nella puntata di Main Event del 1º gennaio 2014, le Funkadactyls hanno sconfitto Alicia Fox e Rosa Mendes.
Nella puntata di Raw del 13 gennaio, le Funkadactyls sono state sconfitte da AJ Lee e Tamina Snuka. Nella puntata di SmackDown del 17 gennaio, Naomi ha sconfitto Tamina Snuka. Nella puntata di Raw del 20 gennaio, le Funkadactyls hanno sconfitto AJ Lee e Tamina Snuka. Nella puntata di Raw del 27 gennaio, le Funkadactyls e le Bella Twins hanno sconfitto AJ Lee, Aksana, Tamina Snuka e Alicia Fox. Nella puntata di Raw del 3 febbraio, Naomi ha sconfitto Aksana; durante il match, Naomi si infortuna all'occhio e sarà costretta a stare lontana dal ring. Nella puntata di Raw del 17 marzo, Naomi fa il suo ritorno sul ring e sconfigge, insieme a Cameron, la campionessa AJ Lee e Tamina Snuka. Nella puntata di Main Event del 18 marzo, le Funkadactyls hanno sconfitto Alicia Fox e Layla. Nella puntata di Raw del 24 marzo, Naomi ha sconfitto AJ Lee in un match titolato per count-out, non vincendo quindi la cintura. Nella puntata di Main Event del 25 marzo, le Funkadactyls, Eva Marie, Emma e Natalya sono state sconfitte da Aksana, Alicia Fox, Summer Rae, Layla e Tamina Snuka. Nella puntata di Raw del 31 marzo, Naomi ha sconfitto AJ Lee in un Lumberjill match. Il 6 aprile, a WrestleMania XXX, Naomi ha preso parte a un 14-Divas Invitational match per il WWE Divas Championship detenuto da AJ Lee, la quale è riuscita a difenderlo. Nella puntata di Main Event del 15 aprile, Naomi ha preso parte a una Divas Battle royal match che avrebbe decretato la prima sfidante al WWE Divas Championship detenuto da Paige, ma è stata eliminata da Tamina Snuka. Nella puntata di Main Event del 6 maggio, le Funkadactyls e Natalya hanno sconfitto Aksana, Alicia Fox e Tamina Snuka. Nella puntata di Main Event del 20 maggio, Naomi ha sconfitto Aksana. Nella puntata di SmackDown del 23 maggio, le Funkadactyls hanno sconfitto Eva Marie e Nikki Bella, con Summer Rae come special referee.

#### Opportunità titolate (2014-2015)

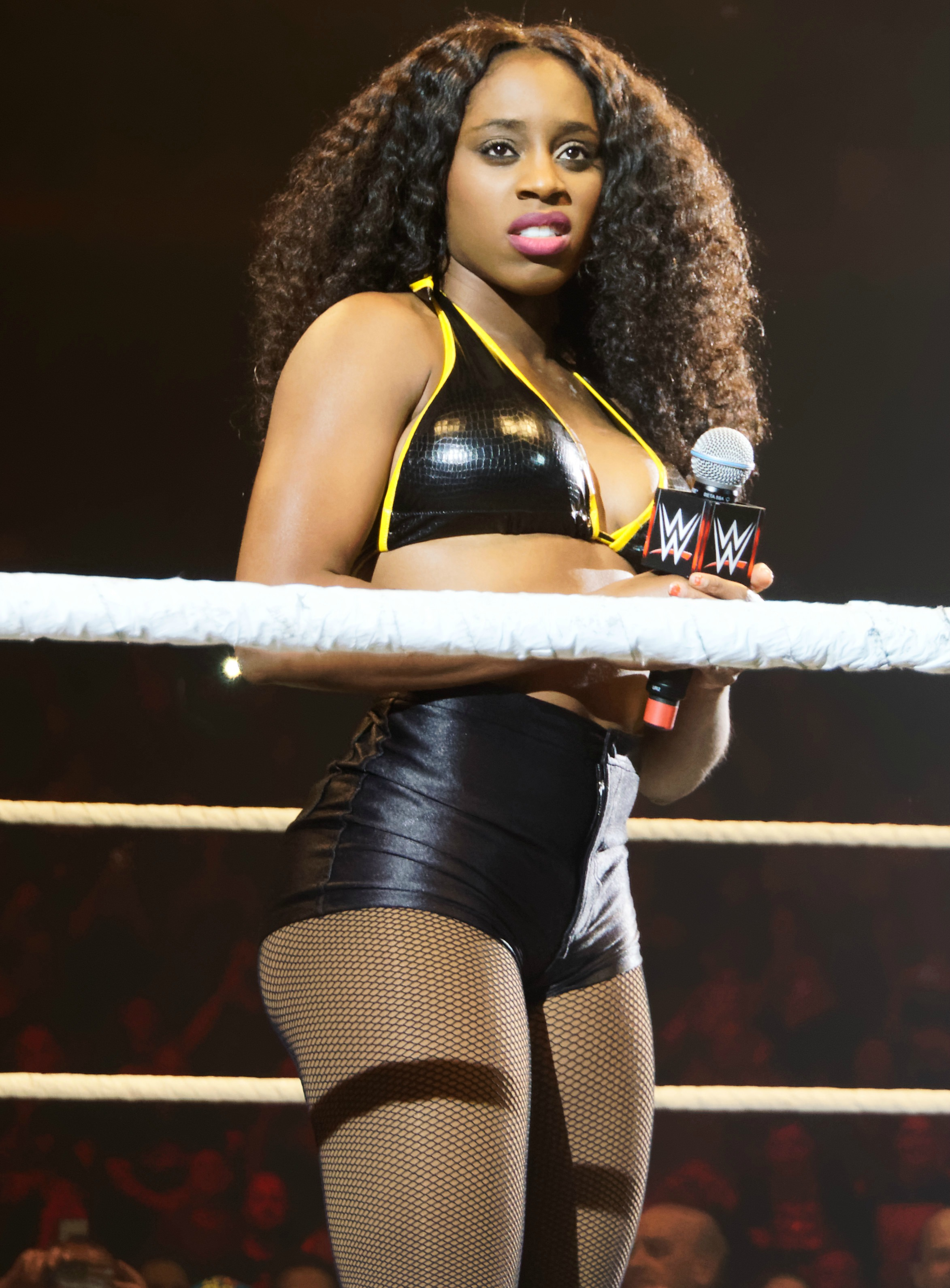
Naomi dopo il suo turn-heel

Nella puntata di Main Event del 17 giugno, Naomi ha sconfitto Paige in un match non titolato. Nella puntata di Raw del 23 giugno, Naomi ha sconfitto Alicia Fox. Il 29 giugno, a Money in the Bank, Naomi fallisce l'assalto al Divas Championship detenuto da Paige, venendo sconfitta. Nella puntata di Raw del 30 giugno, le Funkadactyls hanno sconfitto Nikki Bella in un 2-on-1 Handicap match. Nella puntata di Main Event del 1º luglio, le Funkadactyls hanno sconfitto Alicia Fox e Nikki Bella, grazie alla Fox che abbandona Nikki durante il match. Successivamente inizia ad avere dei dissidi con Cameron e nella puntata di Raw del 7 luglio, dopo aver subito una sconfitta da AJ Lee e Paige, ha luogo una discussione tra le due sfocia in una rissa sedata dall'intervento degli arbitri. Nella puntata di Main Event dell'8 luglio Naomi, Natalya, Eva Marie, Summer Rae e Rosa Mendes hanno sconfitto Nikki Bella in un 5-on-1 Handicap match; dopo il match è stata attaccata da Cameron, con Naomi che la insegue nel backstage. Nella puntata di Superstars del 17 luglio, Naomi ha sconfitto Rosa Mendes. Il 20 luglio, nel Kick-off di Battleground, Naomi è stata sconfitta da Cameron, scorrettamente. Nella puntata di SmackDown del 25 luglio, Naomi è stata sconfitta da Paige. Nella puntata di Raw del 28 luglio, Naomi e Natalya hanno sconfitto Cameron e Alicia Fox. Nella puntata di Raw del 1º settembre Naomi, Layla e Summer Rae affrontano Cameron, Eva Marie e Rosa Mendes, ma il match finisce in no-contest. Nella puntata di Superstars dell'11 settembre, Naomi ha sconfitto Summer Rae. Nella puntata di Raw del 15 settembre, avviene il re-match tra Naomi e Cameron, vinto questa volta da Naomi grazie alla Slay-Mission. Nella puntata di Main Event del 23 settembre, Naomi è stata sconfitta da Paige. Nella puntata di Superstars del 25 settembre, Naomi ha sconfitto Alicia Fox. Nella puntata di SmackDown del 3 ottobre, Naomi è stata sconfitta nuovamente da Paige. Nella puntata di Superstars del 9 ottobre, Naomi ha sconfitto Cameron. Nella puntata di Raw del 13 ottobre Naomi, Brie Bella e Natalya hanno sconfitto Cameron, Summer Rae e Nikki Bella. Nella puntata di SmackDown del 17 ottobre, Naomi è stata sconfitta da Nikki Bella. Nella puntata di SmackDown del 24 ottobre Naomi, Brie Bella e Natalya sono state sconfitte da Cameron, Summer Rae e Nikki Bella. Nella puntata di Raw del 27 ottobre, Naomi è stata sconfitta da Nikki Bella. Nella puntata di Smackdown del 31 ottobre, Naomi ha preso parte a una Divas Battle royal match che avrebbe decretato la prima sfidante al WWE Divas Championship detenuto da AJ Lee, ma è stata eliminata da Natalya. Il 23 novembre, alle Survivor Serier, il Team Fox (Alicia Fox, Natalya, Naomi e Emma) ha sconfitto il Team Paige (Paige, Cameron, Summer Rae e Layla) in un 4 vs 4 Divas traditional Survivor Series tag team elimination match, con un netto 4-0. Nella puntata di Raw del 1º dicembre, Naomi e AJ Lee hanno sconfitto le Bella Twins. Nella puntata di SmackDown del 5 dicembre, Naomi ha sconfitto Brie Bella. Nella puntata speciale di SmackDown 800 del 16 dicembre, Naomi è stata sconfitta da Nikki Bella in un WWE Divas Championship match. Il 17 dicembre, a Tribute to the Troops, Naomi ha preso a una Divas Battle royal match, vincendo la contesa, eliminando per ultime Nikki Bella e Natalya. Nella puntata di Raw del 22 dicembre Naomi, Alicia Fox e Emma hanno sconfitto Cameron, Summer Rae e Paige. Nella puntata di Smackdown del 26 dicembre, Naomi ha sconfitto Alicia Fox.
Nella puntata di Raw del 5 gennaio 2015, Naomi è stata attaccata nel backstage da Alicia Fox; più tardi in coppia con gli Usos sono stati sconfitti dalla Fox, Damien Mizdow e The Miz in un Six-person mixed tag team match. Nella puntata di SmackDown del 9 gennaio, Naomi è stata sconfitta da Alicia Fox. Nella puntata di Raw del 12 gennaio, Naomi è stata sconfitta nuovamente da Alicia Fox; Naomi lottava con un braccio legato alla schiena. Nella puntata di SmackDown del 15 gennaio, Naomi e gli Usos sono stati sconfitti da Alicia Fox, Damien Mizdow e The Miz in un Six-person mixed tag team match. Nella puntata di SmackDown del 22 gennaio, Naomi è stata sconfitta da Brie Bella. Nella puntata di Superstars del 23 gennaio, Naomi ha sconfitto Cameron. Nella puntata di Superstars del 6 febbraio, Naomi e Emma sono state sconfitte da Cameron e Summer Rae. Nella puntata di Main Event del 14 febbraio, Naomi ha sconfitto Natalya. Nella puntata di Raw del 16 febbraio, Naomi e Jimmy Uso hanno sconfitto Natalya e Tyson Kidd in un Mixed tag team match. Nella puntata di SmackDown del 26 febbraio, Naomi è stata sconfitta da Natalya. Nella puntata di Raw del 2 marzo, Naomi e gli Usos hanno sconfitto Natalya, Tyson Kidd e Cesaro in un Six-person mixed tag team match. Nella puntata di Raw del 9 marzo, Naomi ha sconfitto Natalya. Nella puntata di Main Event del 14 marzo, Naomi ha sconfitto Nikki Bella in un match non titolato. Nella puntata di Main Event del 21 marzo, Naomi ha sconfitto Alicia Fox. Nella puntata di Main Event del 28 marzo, Naomi ha sconfitto nuovamente Alicia Fox. Nella puntata di Raw del 30 marzo Naomi, AJ Lee e Paige hanno sconfitto Natalya e le Bella Twins, schienando la campionessa Nikki. Nella puntata di Raw del 6 aprile, Naomi e Paige hanno sconfitto le Bella Twins, ancora con Naomi che effettua il pin vincente su Nikki.
Nella puntata di Raw del 13 aprile, Naomi ha preso parte a una Divas Battle royal match che avrebbe decretato la prima sfidante al WWE Divas Championship detenuto da Nikki Bella, ma è stata eliminata per ultima da Paige; dopo il match attacca Paige, infortunandola, effettuando così un turn heel, stanca dal fatto che avesse schienato più volte la Divas Champion ma non riuscendo ad avere un match titolato. Nella puntata di Raw del 20 aprile, Naomi ha sconfitto Brie Bella. Nella puntata di SmackDown del 23 aprile, Naomi ha sconfitto Natalya. Il 26 aprile, a Extreme Rules, Naomi affronta la campionessa Nikki Bella, perdendo, a causa all'intervento della sorella Brie. Nella puntata di Raw del 27 aprile, Naomi ha sconfitto Brie Bella.

#### Team B.A.D. (2015-2016)

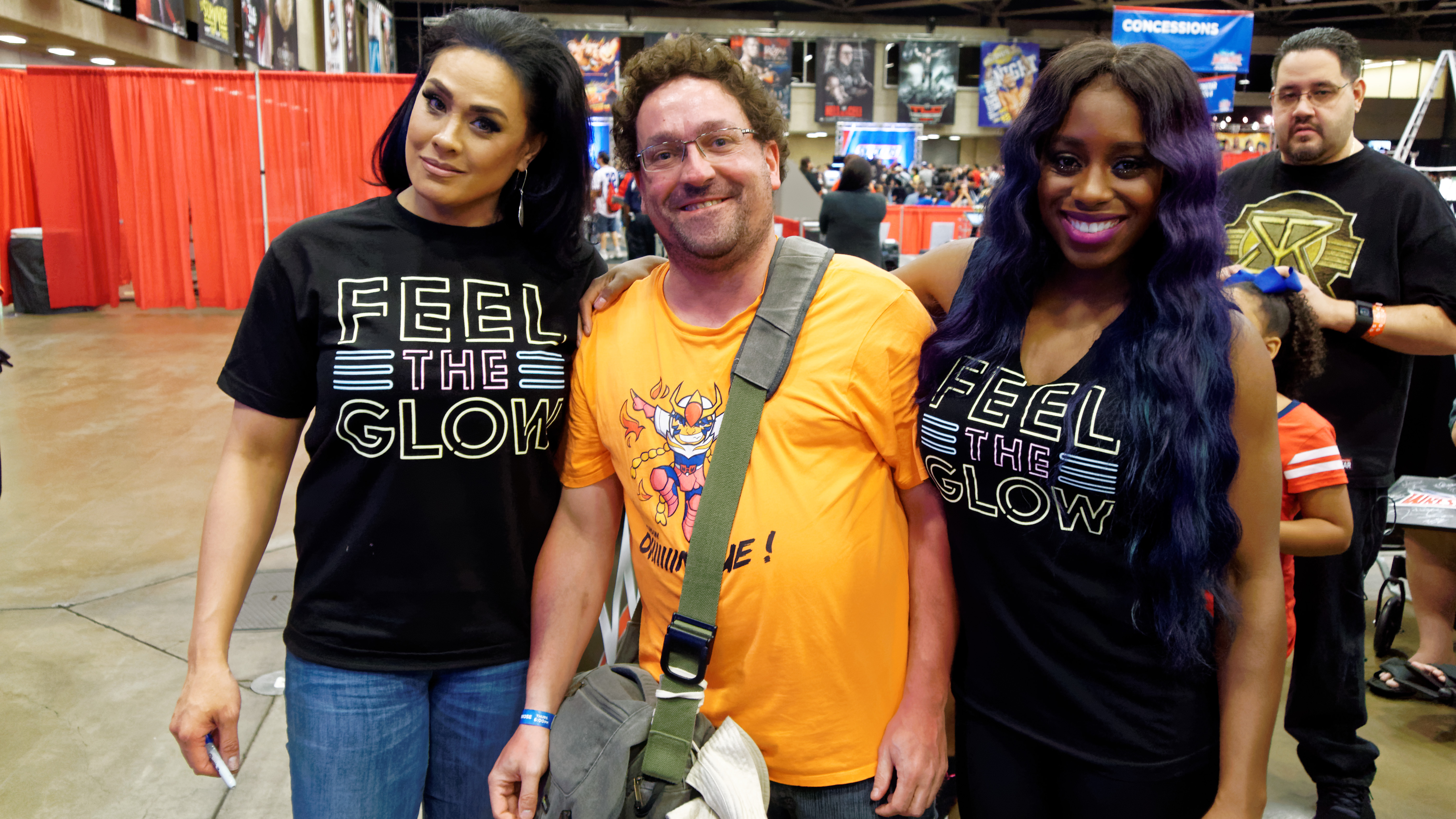
Naomi e Tamina insieme ad un fan

Nella puntata di Raw del 4 maggio, Naomi e la sua nuova alleata, Tamina, attaccano le Bella Twins. Nella puntata di Smackdown del 7 maggio, Naomi ha sconfitto Emma. Nella puntata di Main Event del 15 maggio, Naomi e Tamina hanno sconfitto Alicia Fox e Natalya. Il 17 maggio, a Payback, Naomi e Tamina hanno sconfitto le Bella Twins. Nella puntata di Raw del 18 maggio, perde per squalifica contro Nikki Bella in un WWE Divas Championship match quando Tamina ha colpito con un superkick la campionessa; le due continuano ad attaccare Nikki quando questa viene salvata dalla rientrante Paige, che caccia dal ring Naomi e Tamina e colpisce con la Ram-Paige la Divas Champion. Nella puntata di Smackdown del 28 maggio, Naomi è stata sconfitta da Paige. Il 31 maggio, a Elimination Chamber, Naomi ha preso parte ad un Triple threat match valido per il WWE Divas Championship che includeva Paige e la campionessa Nikki Bella, dove Nikki ne esce vincitrice difendendo la cintura. Nella puntata di Main Event del 13 giugno, Naomi e Tamina hanno sconfitto Emma e Layla. Nella puntata di Main Event del 20 giugno, Naomi ha sconfitto Summer Rae. Nella puntata di Raw del 22 giugno, Naomi e Tamina sono state sconfitte dalle Bella Twins. Nella puntata di SmackDown del 25 giugno, Naomi è stata sconfitta da Alicia Fox. Nella puntata di SmackDown del 2 luglio, Naomi è stata sconfitta da Brie Bella. Nella puntata di SmackDown del 9 luglio, Naomi e Tamina sono state sconfitte da Alicia Fox e Brie Bella. Nella puntata di Raw del 13 luglio, il Team Bella (Alicia Fox, Brie & Nikki Bella) si trova sul ring e viene interrotto da Stephanie McMahon, la quale dice che è tempo di rivoluzione nella Divas Division, introducendo Becky Lynch e Charlotte che si alleano con Paige creando il Team PCB, mentre Sasha Banks si allea con Naomi e Tamina, formando il "Team B.A.D", portando ad una rissa i tre team. Nella puntata di Raw del 20 luglio, Naomi e Sasha Banks hanno sconfitto Becky Lynch e Paige. Nella puntata di SmackDown del 23 luglio, Naomi e Sasha Banks sono state sconfitte dalle Bella Twins. Nella puntata di Raw del 3 agosto, Naomi è stata sconfitta da Paige. Nella puntata di SmackDown del 6 agosto, il match tra Naomi e Charlotte finisce in no-contest quando intervengono gli altri membri delle stable; viene quindi annunciato un tag team match, dove Naomi e Sasha Banks hanno sconfitto Becky Lynch e Charlotte. Nella puntata di Raw del 10 agosto, il Team B.A.D è stato sconfitto dal Team Bella. Nella puntata di SmackDown del 13 agosto, Naomi è stata sconfitta da Charlotte. Il 23 agosto, a Summerslam, il Team B.A.D. viene sconfitto dal Team PCB (Paige, Charlotte e Becky Lynch) e dal Team Bella (Alicia Fox, Brie Bella e Nikki Bella) in un Triple threat elimination tag team match, quando Tamina viene schienata da Brie. Nella puntata di Main Event del 5 settembre, Naomi e Sasha Banks hanno sconfitto Becky Lynch e Paige. Nella puntata di Smackdown del 17 settembre, Naomi e Sasha Banks hanno sconfitto nuovamente Becky Lynch e Paige. Nella puntata di Raw del 21 settembre, Naomi ha sconfitto Natalya. Nella puntata di Main Event del 26 settembre, il Team B.A.D ha sconfitto il Team Bella. Nella puntata di Smackdown del 1º ottobre, il Team B.A.D ha sconfitto nuovamente il Team Bella. Nella puntata di Raw del 5 ottobre, il Team B.A.D ha sconfitto per la terza volta il Team Bella. Nella puntata di Main Event del 10 ottobre, Naomi ha sconfitto Paige. Nella puntata di Raw del 12 ottobre, Naomi è stata sconfitta da Nikki Bella. Nella puntata di Main Event del 17 ottobre, Naomi e Tamina sono state sconfitte dalle Bella Twins. Nella puntata di Raw del 19 ottobre, Naomi e Sasha Banks sono state sconfitte da Alicia Fox e Nikki Bella. Nella puntata di Raw del 9 novembre, Naomi è stata sconfitta da Natalya. Nella puntata di Superstars del 20 novembre, Naomi è stata sconfitta da Brie Bella. Nella puntata di Main Event del 21 novembre, Naomi ha sconfitto Alicia Fox. Nella puntata di Raw del 7 dicembre, Naomi e Sasha Banks hanno sconfitto Alicia Fox e Brie Bella. Il 23 dicembre, a Tribute to the Troops, il Team B.A.D e Paige hanno sconfitto Alicia Fox, Brie Bella, Becky Lynch e Charlotte. Nella puntata di SmackDown del 31 dicembre, Naomi e Tamina hanno sconfitto Alicia Fox e Brie Bella.
Nella puntata di Raw del 1º febbraio 2016, mentre Sasha Banks tiene un promo sul ring, Naomi la interrompe insieme a Tamina; mentre la Banks ha un match contro Becky Lynch, Naomi e Tamina attaccano Sasha rompendo così il trio. Nella puntata di Main Event del 5 febbraio, Naomi e Tamina hanno sconfitto Natalya e Paige. Nella puntata di Smackdown dell'11 febbraio, Naomi è stata sconfitta da Sasha Banks. Nella puntata di Raw del 15 febbraio, Naomi è stata sconfitta da Becky Lynch. Il 21 febbraio, a Fastlane, Naomi e Tamina sono state sconfitte da Becky Lynch e Sasha Banks. Nella puntata di Raw del 22 febbraio, Naomi è stata sconfitta da Sasha Banks. Nella puntata di Main Event del 26 febbraio, Naomi ha sconfitto Paige. Nella puntata di Raw del 29 febbraio, Naomi ha sconfitto Brie Bella. Nella puntata di Main Event del 4 marzo Naomi, Tamina e Summer Rae sono state sconfitte da Brie Bella, Natalya e Paige. Nella puntata di Raw del 7 marzo, Naomi e Tamina sono state sconfitte da Becky Lynch e Sasha Banks. Nella puntata di Main Event dell'11 marzo, Naomi e Tamina hanno sconfitto Natalya e Paige. Nella puntata di Raw del 14 marzo, Naomi e Tamina hanno sconfitto Alicia Fox e Brie Bella. Nella puntata di Main Event del 25 marzo, Naomi ha sconfitto Paige. Il 3 aprile, a WrestleMania 32, Naomi e Tamina, affiancate a Emma, Lana e Summer Rae, Team B.A.D & Blonde, sono state sconfitte dal Team Total Divas composto da Alicia Fox, Brie Bella, Eva Marie, Natalya e Paige. Nella puntata di Raw del 18 aprile Naomi, Tamina, Summer Rae e la WWE Women's Champion Charlotte Flair sono state sconfitte da Becky Lynch, Paige, Natalya e Sasha Banks. Nella puntata di Smackdown del 21 aprile, Naomi e Tamina sono state sconfitte da Natalya e Paige. Successivamente, sia Naomi che Tamina hanno riportato degli infortuni, dissociando quindi il team.

#### SmackDown Women's Champion (2016-2017)

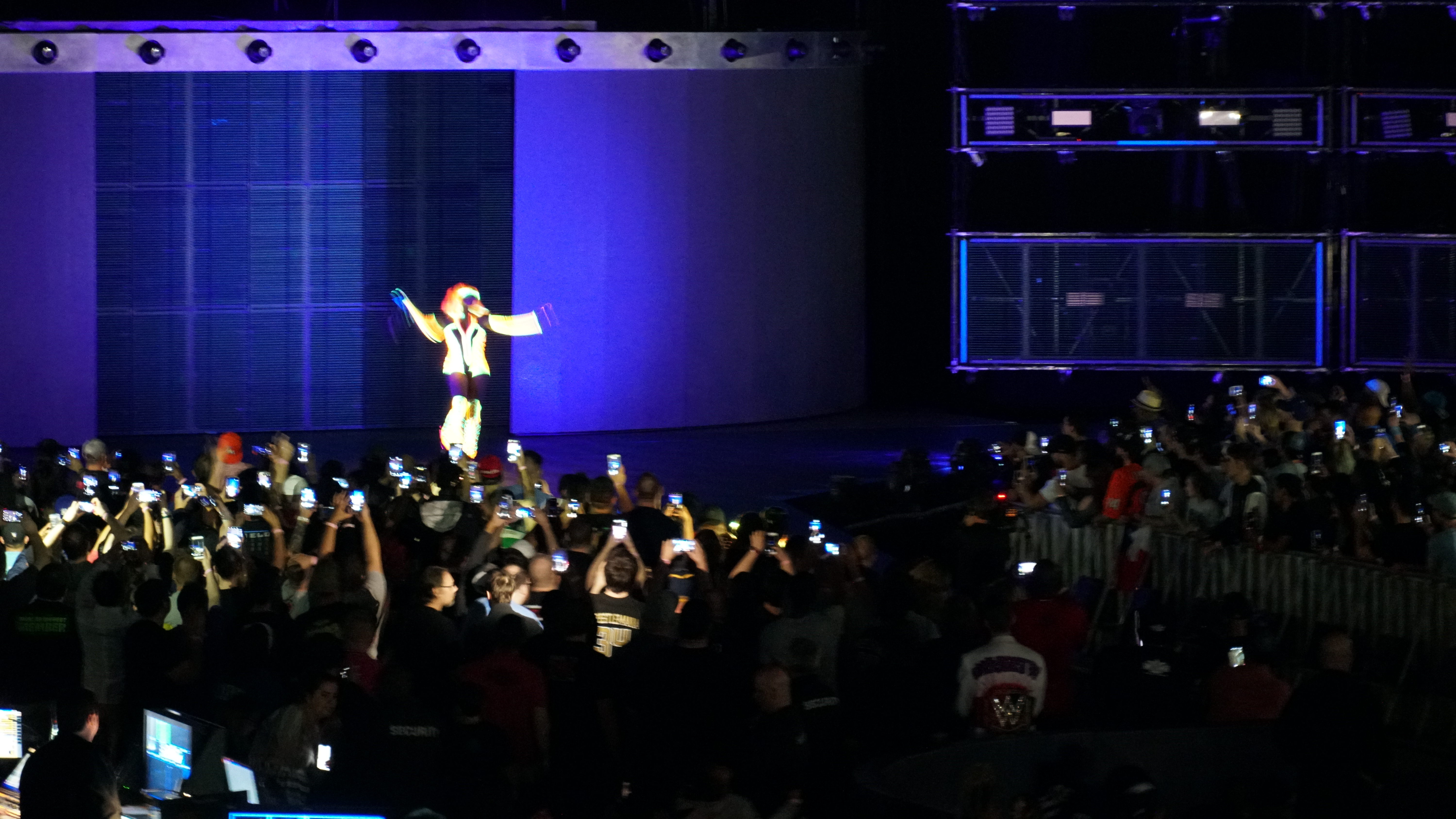
Naomi fa il suo ingresso a SmackDown

Con la Draft Lottery avvenuta nella puntata di SmackDown del 19 luglio, Naomi è stata trasferita nel roster di SmackDown. Nella puntata di SmackDown del 16 agosto, Naomi fa il suo ritorno debuttando con una nuova theme song e gimmick, turnando face, ed è impegnata a sfidare Eva Marie, ma il match non è mai iniziato poiché la Maria non si è presentata. Il 21 agosto, a SummerSlam Naomi, Becky Lynch e Carmella sono state sconfitte da Alexa Bliss, Natalya e la rientrante Nikki Bella. Nella puntata di SmackDown del 30 agosto, Naomi e Becky Lynch sono state sconfitte da Alexa Bliss e Natalya. Nella puntata di SmackDown del 6 settembre Naomi, Becky Lynch e Nikki Bella sono state sconfitte da Alexa Bliss, Carmella e Natalya. L'11 settembre, a Backlash, Naomi ha partecipato ad un Six-Pack Challenge Elimination match per l'assegnazione del SmackDown Women's Championship insieme a Nikki Bella, Alexa Bliss, Natalya, Carmella e Becky Lynch, ma il titolo è stato vinto da quest'ultima. Nella puntata di SmackDown del 13 settembre, Naomi ha partecipato ad un Fatal 5-Way match insieme a Carmella, Natalya, Nikki Bella e Alexa Bliss per determinare la contendente n°1 al WWE SmackDown Women's Championship di Becky Lynch, ma il match è stato vinto dalla Bliss. Nella puntata di SmackDown del 20 settembre, Naomi e Nikki Bella hanno sconfitto Carmella e Natalya per squalifica. Nella puntata di SmackDown del 27 settembre, Naomi e Nikki Bella sono state sconfitte da Carmella e Natalya. Nella puntata di Main Event del 5 ottobre, Naomi ha sconfitto Natalya. Il 9 ottobre, a No Mercy, Naomi sostituisce Becky Lynch nel suo match titolato contro Alexa Bliss, sconfiggendola. Nella puntata di SmackDown dell'11 ottobre, Naomi ha sconfitto Carmella grazie all'intervento di Nikki Bella. Nella puntata di SmackDown del 18 ottobre, Naomi è stata sconfitta da Alexa Bliss. Nella puntata di SmackDown dell'8 novembre, Naomi ha sconfitto Natalya. Il 20 novembre, a Survivor Series, Naomi ha preso parte al 5-on-5 Traditional Survivor Series Women's Elimination match come parte del Team SmackDown contro il Team Raw, ma è stata eliminata per count-out da Nia Jax, mentre il Team Raw ha vinto l'incontro. Nella puntata di Main Event del 24 novembre, Naomi è stata sconfitta da Alexa Bliss.
Il 29 gennaio 2017, nel Kick-off della Royal Rumble Naomi fa il suo ritorno sul ring, dove insieme a Becky Lynch e Nikki Bella hanno sconfitto Alexa Bliss, Mickie James e Natalya, effettuando lo schienamento sulla WWE SmackDown Women's Champion Alexa Bliss. Nella puntata di SmackDown del 31 gennaio, Naomi e Becky Lynch hanno sconfitto Alexa Bliss e Mickie James, schienando ancora la campionessa Alexa. Il 12 febbraio, ad Elimination Chamber, Naomi ha sconfitto Alexa Bliss conquistando il WWE SmackDown Women's Championship per la prima volta. Tuttavia, nella puntata di SmackDown del 21 febbraio, Naomi è stata costretta a rendere il titolo vacante dopo 9 giorni di regno a causa di un infortunio al ginocchio avvenuto durante Elimination Chamber. Il titolo è stato poi riconquistato da Alexa Bliss, che ha sconfitto Becky Lynch in un match per la riassegnazione del titolo. Naomi è tornata dall'infortunio nella puntata di SmackDown del 28 marzo, dove ha confermato la sua presenza nel match di WrestleMania 33 con in palio il WWE SmackDown Women's Championship insieme ad altre lottatrici. Il 2 aprile, a WrestleMania 33, Naomi ha vinto il WWE SmackDown Women's Championship per la seconda volta in carriera sconfiggendo la precedente campionessa Alexa Bliss, Becky Lynch, Carmella, Mickie James e Natalya in un Six-Pack Challenge match sottomettendo proprio la campionessa. Nella puntata di SmackDown del 4 aprile, Naomi ha difeso con successo il titolo contro Alexa Bliss. Nella puntata di SmackDown del 18 aprile, Naomi è stata sconfitta da Charlotte Flair in un match non titolato. Nella successiva puntata di SmackDown del 25 aprile, il match tra Naomi e Charlotte per il WWE SmackDown Women's Championship è terminato in doppia squalifica a causa dell'intervento di Carmella, Natalya e Tamina. Nella puntata di SmackDown del 2 maggio, Naomi e Charlotte Flair sono state sconfitte da Carmella e Natalya. Nella puntata di SmackDown del 16 maggio, Naomi è stata sconfitta da Carmella in un match non titolato. Il 21 maggio, a Backlash Naomi, Becky Lynch e Charlotte Flair sono state sconfitte da Carmella, Natalya e Tamina. Nella puntata di SmackDown del 6 giugno Naomi, Becky Lynch e Charlotte Flair sono state sconfitte da Carmella, Natalya e Tamina a causa dell'intervento della debuttante Lana. Nella puntata di SmackDown del 13 giugno, Naomi ha sconfitto Tamina in un match non titolato; al termine del match è stata attaccata nuovamente da Lana. Il 18 giugno, a Money in the Bank, Naomi ha difeso con successo il titolo contro Lana. Nella puntata di SmackDown del 27 giugno, Naomi ha difeso nuovamente con successo il titolo contro Lana. Nella puntata di SmackDown del 4 luglio, Naomi ha difeso con successo il titolo per la terza volta contro Lana, sconfiggendola in pochissimi secondi. Nella puntata di SmackDown del 1º agosto, Naomi e Becky Lynch hanno sconfitto Carmella e Natalya. Nella puntata di SmackDown dell'8 agosto, Naomi è stata sconfitta da Carmella in un match non titolato a causa dell'intervento del rientrante James Ellsworth. Il 20 agosto, a SummerSlam, Naomi ha perso il titolo contro Natalya dopo 140 giorni di regno.

#### Varie faide (2017-2020)

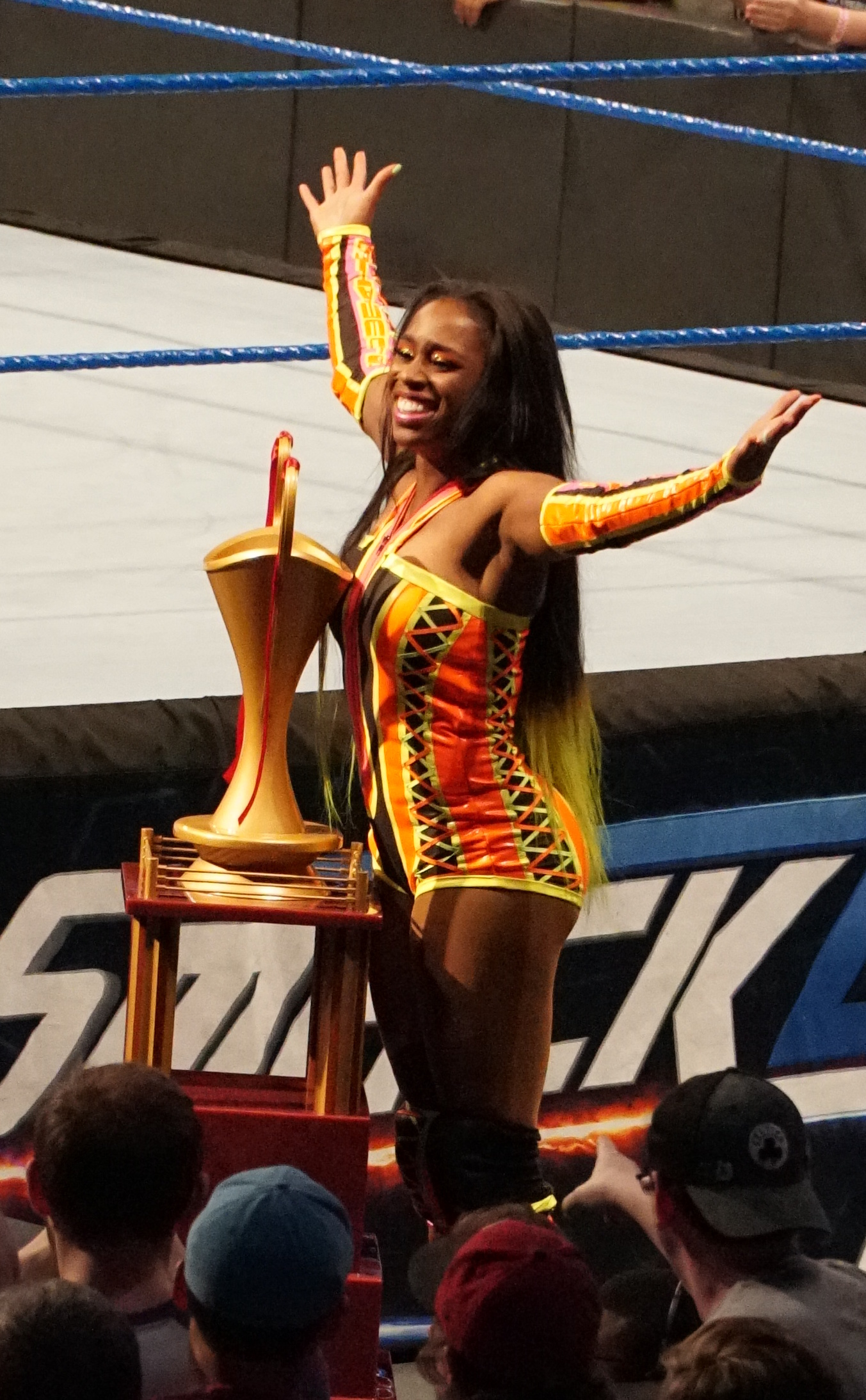
Naomi con il trofeo della nuova WrestleMania Women's Battle Royal

Nella puntata di SmackDown del 22 agosto, Naomi e Becky Lynch hanno sconfitto Carmella e Natalya. Nella puntata di Sin City SmackDown del 12 settembre, Naomi ha affrontato Natalya per il WWE SmackDown Women's Championship, ma è stata sconfitta. Nella puntata di SmackDown del 19 settembre, Naomi ha partecipato ad un Fatal 4-Way match che comprendeva anche Charlotte Flair, Becky Lynch e Tamina per determinare la contendente n°1 al WWE SmackDown Women's Championship di Natalya, ma il match è stato vinto da Charlotte. Nella puntata di SmackDown del 17 ottobre Naomi, Becky Lynch e Charlotte Flair hanno sconfitto Natalya, Lana e Tamina. Nella puntata di SmackDown del 24 ottobre, Naomi ha partecipato ad un Fatal 5-Way match che includeva anche Becky Lynch, Carmella, Charlotte Flair e Tamina con in palio la possibilità di diventare il capitano del Team femminile di SmackDown per Survivor Series, ma il match è stato vinto da Becky. Il 19 novembre, a Survivor Series, Naomi ha preso parte al 5-on-5 Traditional Survivor Series Women's Elimination match contro il Team Raw ma è stata eliminata da Sasha Banks, mentre il suo team è stato sconfitto. Nella puntata di SmackDown del 28 novembre Naomi, Charlotte Flair e Natalya (anche se quest'ultima ha abbandonato le sue compagne durante l'incontro) sono state sconfitte dalla Riott Squad. Nella puntata di SmackDown del 19 dicembre, Naomi e Charlotte Flair hanno sconfitto Ruby Riott e Sarah Logan. Nella puntata di SmackDown del 26 dicembre, Naomi è stata sconfitta da Ruby Riott. Nella puntata di SmackDown del 16 gennaio 2018 Naomi, Becky Lynch e Charlotte Flair sono state sconfitte dalla Riott Squad. Nella puntata di SmackDown del 23 gennaio, Naomi ha sconfitto Liv Morgan. Il 28 gennaio, alla Royal Rumble, Naomi ha partecipato all'omonimo match femminile entrando col numero 20, ma è stata eliminata da Nia Jax. Il 6 febbraio, Naomi prende parte alla prima edizione del Mixed Match Challenge insieme a suo marito Jimmy Uso; i due hanno sconfitto al primo turno Mandy Rose e Goldust. Nella puntata di SmackDown del 20 febbraio Naomi, Becky Lynch e Charlotte Flair sono state sconfitte dalla Riott Squad. Nella puntata di SmackDown del 27 febbraio, Naomi è stata sconfitta da Ruby Riott. Il 6 marzo, al Mixed Match Challenge, Naomi e Jimmy Uso sono stati sconfitti da Alexa Bliss e Braun Strowman nei quarti di finale. L'11 marzo, a Fastlane, Naomi e Becky Lynch sono state sconfitte da Carmella e Natalya.
L'8 aprile, nel Kick-off di WrestleMania 34, Naomi ha vinto la prima edizione della WrestleMania Women's Battle Royal eliminando per ultima Bayley. Nella puntata di SmackDown del 10 aprile, Naomi ha sconfitto Natalya. Nella puntata di SmackDown del 22 maggio, Naomi ha sconfitto Sonya Deville, qualificandosi per il Money in the Bank Ladder match. Nella puntata di SmackDown del 5 giugno, Naomi e suo marito Jimmy Uso hanno sconfitto Aiden English e Lana in un Mixed Tag Team match. Nella puntata di SmackDown del 12 giugno Naomi, Asuka, Becky Lynch, Charlotte Flair e Lana hanno sconfitto Billie Kay, Carmella, Mandy Rose, Peyton Royce e Sonya Deville. Il 17 giugno, a Money in the Bank, Naomi ha partecipato al match omonimo insieme a Alexa Bliss, Becky Lynch, Charlotte Flair, Ember Moon, Lana, Natalya e Sasha Banks, ma il match è stato vinto dalla Bliss. Nella puntata di SmackDown del 21 agosto, Naomi è stata sconfitta da Peyton Royce. Nella puntata di SmackDown del 28 agosto, Naomi è stata sconfitta da Billie Kay. Nella puntata di SmackDown del 4 settembre, Naomi ha sconfitto Peyton Royce. Il 18 settembre, Naomi prende parte alla seconda edizione del Mixed Match Challenge insieme al marito Jimmy Uso, ma sono stati sconfitti da Charlotte Flair e AJ Styles nel loro primo match. Nella puntata di SmackDown del 25 settembre, Naomi e Asuka hanno sconfitto Mandy Rose e Sonya Deville. Il 2 ottobre, al Mixed Match Challenge, Naomi e Jimmy Uso hanno sconfitto Lana e Rusev. Il 6 ottobre, al Super Show-Down tenutosi a Melbourne, Naomi e Asuka sono state sconfitte da Billie Kay e Peyton Royce. Il 23 ottobre, al Mixed Match Challenge, Naomi e Jimmy Uso sono stati sconfitti da Asuka e The Miz. Il 28 ottobre, ad Evolution, Naomi ha preso parte alla 20-Women Battle Royal match dove la vincitrice avrebbe guadagnato una title-shot dal suo roster di appartenenza, ma è stata eliminata da Tamina. Il 6 novembre, al Mixed Match Challenge, Naomi e Jimmy Uso hanno sconfitto Carmella e R-Truth, qualificandosi per i play-off. Il 18 novembre, alle Survivor Series, Naomi ha preso parte al 5-on-5 Traditional Survivor Series Women's Elimination match contro il Team SmackDown, ma è stata eliminata per prima da Tamina; tuttavia, il Team Raw conquista la vittoria. Nella puntata di SmackDown del 20 novembre, Naomi e Asuka hanno sconfitto Mandy Rose e Sonya Deville. Nella puntata di Smackdown del 27 novembre, Naomi ha preso parte a una Battle Royal match dove la vincitrice sarebbe stata aggiunta nel match tra la WWE Smackdown Women's Champion Becky Lynch e Charlotte Flair a TLC: Tables, Ladders & Chairs per il WWE SmackDown Women's Championship, ma è stata eliminata da Sonya Deville. Il 4 dicembre, al Mixed Match Challenge, Naomi e Jimmy Uso sono stati sconfitti da Asuka e The Miz. Nella puntata di SmackDown del 18 dicembre, Naomi ha sfidato la nuova WWE SmackDown Women's Champion Asuka per il titolo, ma è stata sconfitta. Nella puntata di SmackDown del 1º gennaio 2019, Naomi è stata sconfitta da Sonya Deville. Nella puntata di SmackDown del 22 gennaio, Naomi è stata sconfitta da Mandy Rose. Il 27 gennaio, alla Royal Rumble, Naomi entra con il numero 16; elimina Mandy Rose e dopo 1 minuto e mezzo viene eliminata dalla stessa Rose. Nella puntata di SmackDown del 5 febbraio, Naomi forma insieme a Carmella un nuovo team, le GlowMella, ma vengono sconfitte in un triple-threat-tag match dalle IIconics (Billie Kay e Payton Royce) e dalle Fire & Desire, vinto da queste ultime. Nella puntata di SmackDown del 12 febbraio, avviene il rematch, questa volta vinto da Naomi e Carmella. Il 17 febbraio, a Elimination Chamber, Naomi e Carmella sono state sconfitte da Bayley e Sasha Banks, The IIconics, Mandy Rose e Sonya Deville, Nia Jax e Tamina e la Riott Squad (Liv Morgan e Sarah Logan) (Raw) nell'Elimination Chamber match, vinto da Bayley e Sasha, le quali diventano le prime detentrici del WWE Women's Tag Team Championship. Nella puntata di SmackDown, Naomi è stata sconfitta nuovamente da Mandy Rose. Il 7 aprile, nel Kick-off di WrestleMania 35, Naomi ha partecipato alla seconda edizione della WrestleMania Women's Battle Royal, ma è stata eliminata da Ember Moon.
Con lo Shake-up del 15 aprile Naomi è passata al roster di Raw; quella stessa sera, insieme a Bayley, ha sconfitto le WWE Women's Tag Team Champions, le IIconics. Nella puntata di Raw del 22 aprile, Naomi ha sconfitto Billie Kay. Nella puntata di Raw del 29 aprile, durante A Moment of Bliss, viene annunciato che Naomi prenderà parte al Money in the Bank Ladder match nell'omonimo pay-per-view; in seguito sfida Alexa Bliss in un single match, uscendone vittoriosa. Nella puntata di Raw del 13 maggio, Naomi ha partecipato ad un Fatal 4-Way match che comprendeva anche Dana Brooke, Natalya e Nikki Cross, ma il match è stato vinto da quest'ultima. Il 19 maggio, a Money in the Bank, Naomi ha partecipato al Money in the Bank Ladder match che includeva anche Bayley, Carmella, Dana Brooke, Ember Moon, Mandy Rose, Natalya e Nikki Cross, ma il match è stato vinto dalla prima. Nella puntata di Raw del 24 giugno, Naomi e Natalya si trovano nel backstage dove avvertono Nikki Cross che Alexa Bliss non è una persona di cui fidarsi, poco dopo interviene proprio la Bliss che ha uno scontro verbale con Naomi e successivamente la batte in un match; dopo la contesa, Alexa invita la Cross ad attaccare Naomi, ma viene salvata da Natalya ed è annunciato un tag match, dove Nikki e Alexa hanno la meglio. Nella puntata di Raw del 15 luglio, Naomi prende parte ad un Fatal-4-Way-Elimination match per decretare la nuova contendente al WWE Raw Women's Championship di Becky Lynch che include anche Alexa Bliss, Carmella e Natalya, ma è stata eliminata per seconda da Natalya. Nella puntata di Main Event del 26 luglio, Naomi ha sconfitto Sarah Logan. Successivamente, rimane per sei mesi inattiva a causa di problemi fisici e personali.
Naomi, non affiliata a nessun roster, è tornata il 26 gennaio 2020 alla Royal Rumble, prendendo parte alla terza edizione dell'omonimo incontro femminile entrando col numero 18, ma dopo ventidue minuti è stata eliminata da Shayna Baszler. Nella puntata di SmackDown del 31 gennaio, Naomi fa ritorno nel brand blu, interrompendo un promo della SmackDown Women's Champion Bayley, la quale aveva affermato di aver sconfitto tutte le avversarie presenti nel roster, ma Naomi le ricorda di non essere mai stata sconfitta da lei e che presto si riprenderà la cintura, la campionessa risponde attaccandola bruscamente, per poi essere messa fuori gioco da Naomi. Nella puntata di SmackDown del 7 febbraio, Naomi prende parte ad un Fatal 4-Way match insieme ad Alexa Bliss, Carmella e Dana Brooke per determinare la contendente n°1 allo SmackDown Women's Championship detenuto da Bayley, ma il match è stato vinto da Carmella; durante la contesa, Bayley interviene attaccando brutalmente Naomi. Nella puntata di SmackDown del 14 febbraio, Naomi attacca Bayley dopo il suo match vinto scorrettamente per il titolo contro Carmella ed insieme mettono fuori gioco la campionessa; successivamente, Naomi e Carmella cercano di ottenere una sfida titolata e viene annunciato che la settimana successiva si sfideranno in un match dove la vincitrice affronterà Bayley a Super ShowDown. Nella puntata di SmackDown del 21 febbraio, Naomi ha sconfitto Carmella ed affronterà Bayley a Super ShowDown, la quale durante il match ha cercato di interferire contro Naomi ed è stata allontanata dall'arbitro. Il 27 febbraio, a Super ShowDown, Naomi ha sfidato la campionessa Bayley per lo SmackDown Women's Championship, ma è stata sconfitta dopo che Bayley le ha bloccato le gambe con la maglia impedendole di liberarsi e poter effettuare una armbar trap headlock driver per lo schienamento vincente, nella prima difesa titolata femminile della storia nel territorio arabo. Nella puntata di SmackDown del 28 febbraio, Naomi affronta Bayley in un match non titolato, ma prima di iniziare la campionessa dice che non sarebbe dovuta essere presente dopo aver fatto la storia la sera precedente, però è presente per uno scopo, cioè quello di annunciare la futura star della musica e sua amica Sasha Banks nella sua città natale di Boston, la quale poi interviene attaccando Naomi durante lo scontro, dove in seguito interviene Lacey Evans a difenderla per poi essere annunciato un tag team match immediato, dove Naomi e Lacey ottengono una vittoria quando Naomi effettua il pin vincente su Bayley. Nella puntata di SmackDown del 6 marzo, Naomi e Lacey Evans sono state sconfitte da Bayley e Sasha Banks nel rematch, quando viene schienata dalla Banks dopo una distrazione da parte di Bayley. Nella puntata di SmackDown del 20 marzo, viene annunciato da Paige che a WrestleMania 36 Naomi prenderà parte ad un Six-pack challenge elimination match per lo SmackDown Women's Championship alla quale le partecipanti sono Tamina, Dana Brooke, Lacey Evans, Sasha Banks e la campionessa Bayley; qualche giorno dopo, la Brooke viene tagliata fuori dall'incontro, che diventa quindi un 5-way elimination match. Nella puntata di SmackDown del 27 marzo, Naomi spalleggia Lacey Evans raggiungendola sul ring con le già presenti Bayley e Sasha Banks, mostrandosi competitive per prendersi una bella rivincita dopo le recenti sconfitte; il segmento si conclude con l'arrivo dell'ultima partecipante, Tamina, la quale se la prende con Lacey e Naomi, mentre Bayley e Sasha infieriscono ulteriormente su Naomi, prima di abbandonare il ring, fissando intimorite Tamina presente al centro del quadrato. Nella puntata di SmackDown del 3 aprile, Naomi ha preso parte ad un Triple threat match insieme a Lacey Evans e Tamina, dove quest'ultima vince sfruttando l'intervento di Sasha Banks ai danni della Evans e una distrazione di Bayley su Naomi, schienandola. Il 5 aprile, durante la seconda serata di WrestleMania 36, Naomi prende parte al 5-way elimination match insieme a Lacey Evans, Sasha Banks, Tamina e la campionessa Bayley valevole per lo SmackDown Women's Championship, ma è stata eliminata per seconda dalla Banks, mentre Bayley ha difeso il titolo. Nella puntata di SmackDown del 17 aprile, Naomi è stata sconfitta da Dana Brooke, non riuscendo a qualificarsi per il Women's Money in the Bank Ladder match che si terrà a Money in the Bank. Nella puntata di SmackDown del 15 maggio, Naomi è stata sconfitta nuovamente da Dana Brooke. Nella puntata di SmackDown del 19 giugno, Naomi è nel backstage con Alexa Bliss, Dana Brooke, Lacey Evans e Tamina parlando di Bayley e Sasha Banks, tutte vogliono sfidarle e ottenere una chance per il titolo, la Brooke dice che le due le hanno sempre sottovalutate e adesso è il momento di mostrare di essere delle valide contendenti, Alexa la interrompe e poi chiede che fine ha fatto Nikki Cross.
Nella puntata di SmackDown del 10 luglio, Naomi prende parte ad un Karaoke Showdown presentato da Jey Uso insieme a Dana Brooke, Lacey Evans e Tamina giudicato dal pubblico presente, che vede la sua vittoria, Lacey non la prende bene ed la attacca ufficializzando un incontro immediato fra le due, mentre Dana e Tamina sono a bordo ring; durante il match, la Evans spintona sia Dana sia Tamina, e mentre fa ritorno sul quadrato viene attaccata alle spalle dalle due, azzuffandosi anche fra di loro, terminano il match in no contest. Nella puntata di SmackDown del 17 luglio, Naomi è stata sconfitta da Lacey Evans, quando Lacey le impiglia i capelli fra le corde e la finisce con un Women's Right. Nella puntata di SmackDown del 24 luglio, Naomi è ospite nel talk show MizTV presentato da The Miz e John Morrison, che le ricordano che nonostante sia uscita tristemente sconfitta dal match di settimana scorsa contro Lacey Evans, è stata lei ad essere al centro dei social con l'hashtag #NaomiDeservesBetter, Naomi dice che non è facile presentarsi ogni volta con un sorriso, ma tutto ciò che fa è per i fan e li ringrazia per il loro supporto, Miz ricorda che anche alla Royal Rumble è stata al centro delle attenzioni dopo il suo inaspettato ritorno, ma anche lì è uscita perdente, viene motivata e graziata dai fan per le sue sconfitte quando è Lacey che dovrebbe avere successo e sostegno, Morrison le chiede cosa si prova a perdere e se Lacey la disgusta, Naomi risponde che adesso sono loro due a disgustarla, non conta quante volte si è al centro sui social, bisogna chiedersi perché i fan la sostengono dopo tutto quello che ha passato e perché la Evans l'abbia attaccata alla fine del karaoke contest, non capisce perché sia giusto che possano criticare lei e i suoi sostenitori, negli ultimi dieci anni si è presentata costantemente per chi l'ha assistita, ha dato se stessa e sacrificato molto, per questo i suoi fan ci sono sempre stati e vogliono molto per lei, Miz e Morrison si scusano per quello che sta per succedere e le presentano la sua sorpresa per stasera, arriva Lacey Evans che sale sul ring e chiede ai due host se hanno mai subito una brutta sconfitta tale da diventare virali sul web, si aggiusta il trucco e dice che Naomi sarà anche qui da dieci anni, ma non ha mai dimostrato molto e sta per essere cancellata, Naomi non ci sta e la spintona rovinandole il trucco, facendo partire una rissa dove la Evans preferisce darsela a gambe, mentre Naomi festeggia sul quadrato e viene annunciato un match fra le due per la settimana successiva. Nella puntata di SmackDown del 31 luglio, Naomi lancia un messaggio a Lacey Evans, dicendo che quello di cui ha bisogno è sconfiggerla stasera e le farà sentire il suo glow; in seguito, Naomi affronta Lacey Evans, dove la Evans cerca nuovamente di impigliare i capelli di Naomi fra le corde, ma questa volta Naomi riesce a liberarsi e sorprenderla con uno schienamento a sorpresa, portando il loro scontro in pareggio. Nella puntata di SmackDown del 14 agosto, Naomi prende parte alla Triple-Brand Battle Royal match per determinare la nº1 contender allo SmackDown Women's Championship detenuto da Bayley a SummerSlam, ma è stata eliminata da Lacey Evans.
Il 9 ottobre 2020, per effetto del Draft, Naomi tornò al roster di Raw.

#### Alleanza con Sasha Banks (2021-2022)
Dopo una breve assenza, Naomi fece il suo ritorno in azione il 31 gennaio 2021, alla Royal Rumble, partecipando all'omonimo incontro femminile entrando col numero 2 e venendo eliminata da Nia Jax e Shayna Baszler. Dopo una breve e infruttuosa alleanza con Lana, Naomi tornò a SmackDown nell'agosto del 2021. Qui iniziò una lunga faida con Sonya Deville che culminò il 19 febbraio 2022 ad Elimination Chamber, quando Naomi e Ronda Rousey prevalsero su Sonya e Charlotte Flair. Successivamente, Naomi si alleò con Sasha Banks e le due riuscirono a conquistare il Women's Tag Team Championship il 3 aprile, nella seconda serata di WrestleMania 38, prevalendo sulle campionesse Carmella e Queen Zelina in un match a quattro che comprendeva anche Liv Morgan e Rhea Ripley e Natalya e Shayna Baszler. Nella puntata di Raw del 16 maggio, tuttavia, Naomi e Sasha abbandonarono lo show prima della diretta per una disputa avvenuta nel backstage con Vince McMahon e altri dello staff, che ha di fatto bloccato le loro apparizioni con la conseguente privazione delle cinture di coppia femminili, rese vacanti.

### Impact Wrestling/TNA (2023-2024)
il 28 aprile 2023 debuttò ad Impact Wrestling con il ring name Trinity, sfidando Deonna Purrazzo. Negli ultimi giorni del 2023 il rapporto tra la lottatrice e la TNA si interrompe dopo un anno di permanenza.

### Ritorno in WWE (2024-presente)

#### SmackDown(2024)
Il 27 gennaio, a Royal Rumble, tornò in WWE, dopo quasi due anni, partecipando al Women's royal rumble match entrando col numero 2 e venendo eliminata da Jade Cargill.  Il 2 febbraio, Naomi è stata ufficialmente assegnata a SmackDown. Il 16 febbraio esordisce nello show blu dove prevalse su Alba Fyre qualificandosi per l'elimination chamber match, ma all'evento del 24 febbraio, venne eliminata per prima da Tiffany Stratton.
Nella prima notte di WrestleMania XL, Naomi insieme a Cargill e Bianca Belair hanno sconfitto le Damage CTRL in un six-woman tag team match. Dopo anche la vittoria contro Tiffany Stratton è diventata la prima sfidante di Bayley per il WWE Women's Championship. Dopo un'interferenza della Stratton, il match per il titolo è diventato un triple threat match a Backlash France, dove Bayley ha conservato la sua cintura.
Il 28 giugno Naomi ha sconfitto Blair Davenport e Indi Hartwell qualificandosi per il Money in the Bank ladder match femminile dove non riuscì ad ottenere la valigetta. Nella puntata di SmackDown del 11 ottobre, Naomi ha sconfitto Nia Jax grazie anche alle interferenze di Liv Morgan e Raquel Rodriguez, conquistando un match per il WWE Women's Championship di Nia Jax. Perse il match per il titolo per colpa anche delle interferenze di Stratton e Candice LeRae.

#### Tag Team Champion e turn heel  (2024- presente)
Nella puntata di SmackDown del 20 dicembre, Naomi ha sostituito Jade Cargill, attaccata nel backstage e infortunata, come tag team partner di Belair per difendere il WWE Women's Tag Team Championship ed è stata ufficialmente riconosciuta come campionessa. Nella puntata di Raw del 24 febbraio 2025, Naomi e Belair hanno perso i titoli contro Liv Morgan e Raquel Rodriguez, concludendo il suo regno di 73 giorni.
Naomi doveva prendere parte al elimination chamber match, ma prima del match viene attaccata dalla rientrante Cargill. Nelle settimane seguenti Naomi confermò che fu stata lei a infortunare Cargill e diventò heel per la prima volta del 2016. A WrestleMania 41 viene sconfitta a Jade Cargill, mentre a Money in the Bank riuscì a vincere la valigetta, diventando la prima donna di colore a riuscire nella impresa. La rivalità con la Cargill proseguì fino a Evolution dove fu sconfitta in un no holds barred, la sera stessa però incassò la valigetta su Iyo Sky nel suo match contro Rhea Ripley conquistando per la prima volta in carriera il Women's World Championship.

## Vita privata
È sposata dal 2014 con il collega Jonathan Solofa Fatu.

## Personaggio

### Mosse finali

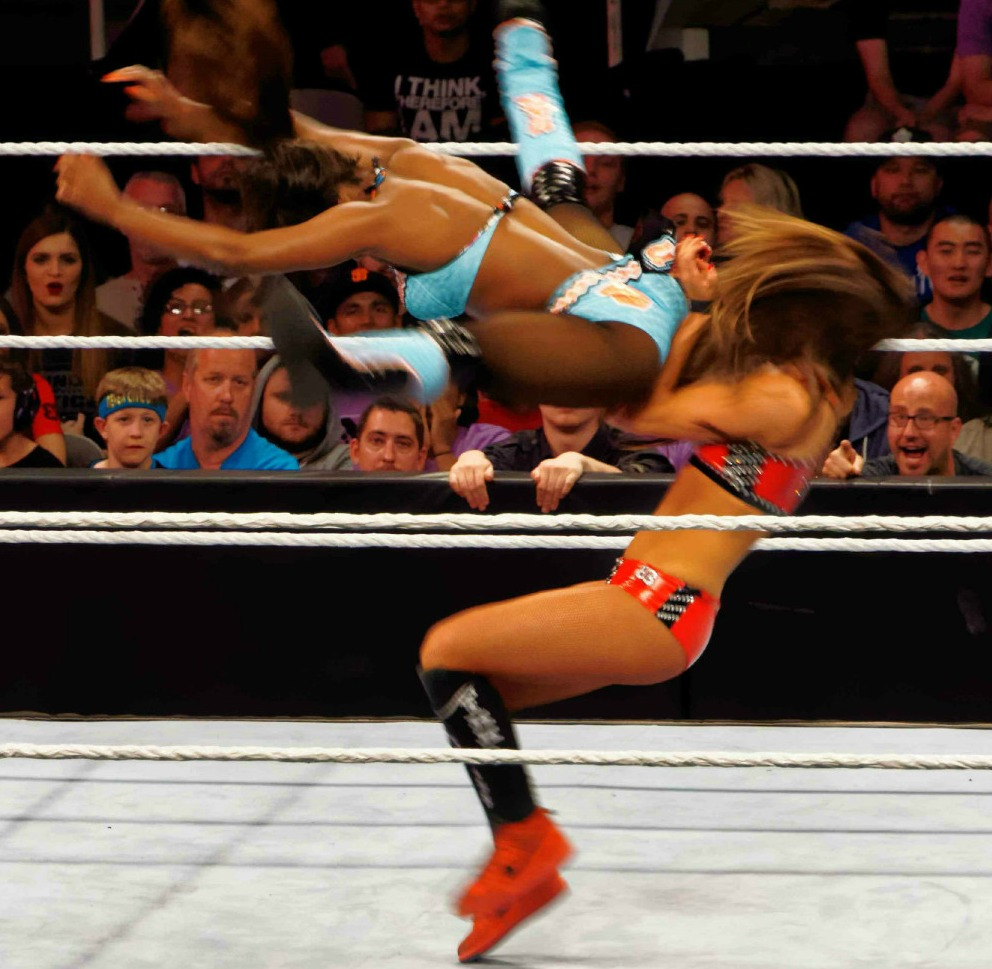
Naomi mentre si appresta ad eseguire la Rear View su Nikki Bella

- Feel the Glow (Headscissors crucifix choke)
- Rear View (Jumping hip attack in corsa)

### Soprannomi
- "Glow Queen"
- "Miss Florida"

## Titoli e riconoscimenti
- Florida Championship Wrestling
  - FCW Divas Championship (1)

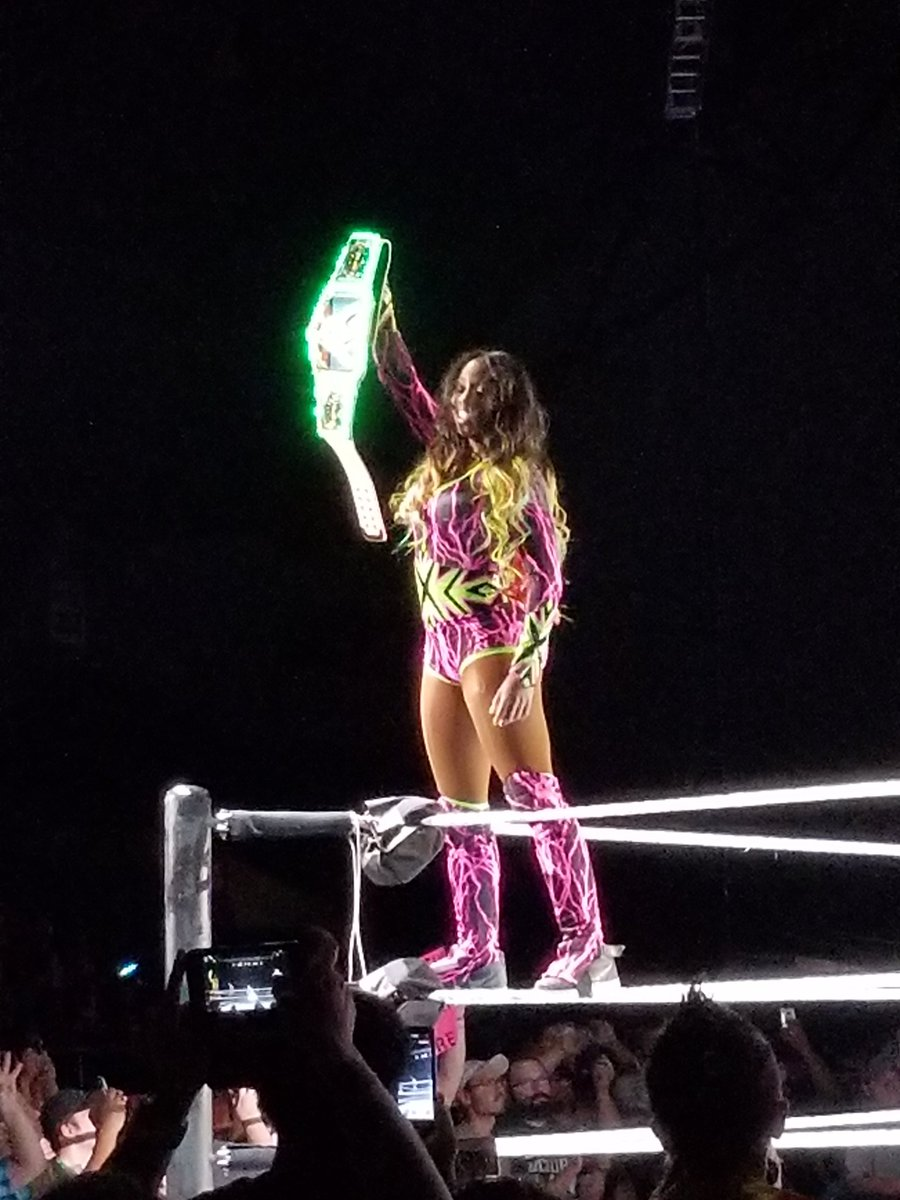
Naomi con lo SmackDown Women's Championship, titolo che ha vinto tre volte

  - FCW Divas Championship Tournament (2010)
- Impact Wrestling/Total Nonstop Action Wrestling
  - Impact Knockouts Championship (1)
  - Impact Year End Award (1)
    - Knockout of the Year (edizione 2023)
- Pro Wrestling Illustrated
  - 10ª tra le 50 migliori wrestler femminili nella PWI Female 50 (2017)[20]
- Rolling Stone
  - Most Welcome Heel Turn (2015) - ex aequo con Sheamus
- Sports Illustrated
  - 4ª tra i 10 migliori wrestler dell'anno (2023)
- WWE
  - Women's World Championship (3)[21]
  - WWE Women's Tag Team Championship (1) – con Sasha Banks
  - WrestleMania Women's Battle Royal (edizione 2018)
  - Women's Money in the Bank (edizione 2025)[16]
  - Year-End Award (1)
    - Most Underrated Superstar of the Year (edizione 2018)
- Women's Wrestling Fan Awards
  - Most Underused (2020)
- Wrestling Observer Newsletter
  - Worst Worked Match of the Year (2013)[22] - con The Bella Twins, Cameron, Eva Marie, JoJo e Natalya vs. AJ Lee, Aksana, Alicia Fox, Kaitlyn, Rosa Mendes, Summer Rae e Tamina
  - Worst Feud of the Year (2015)[23] - Team P.C.B. vs. Team B.A.D. vs. Team Bella

## Filmografia
- Presa mortale 5 - Scontro letale (The Marine 5: Battleground), regia di James Nunn (2017)